# Camp de recasement
Un camp de recasement est un village créé par une administration coloniale de l'Empire britannique. Il vise à replacer dans l'arrière-pays les indigènes venus à la ville, et n'ayant pu trouver de place dans la société coloniale. Ces personnes, alimentant un lumpenproletariat, représentent un risque pour le maintien de la société coloniale, générant de l'insécurité et commettant de menus larcins. Il s'agit d'une démarche à mi-chemin entre une mesure d'éloignement et un placement en camp de transit. De tels camps ont été mis en place par les Britanniques au Kenya colonial avant la révolte des Mau Mau dans les années 1950 ou au Congo belge à partir de 1957. Ces villages étaient gérés par les missions évangéliques.